# Gymnasieskolan Vipan
Vipan är en kommunal gymnasieskola i Lund. År 1988 startade skolan med elever på Livsmedelsteknisk linje i Katedralskolans regi i hus B. 1989 blev skolan en egen skolenhet och blev den fjärde kommunala gymnasieskolan som öppnat i Lund sedan 1960-talet. Dåvarande skolstyrelse anhöll om att skolan skulle heta Gymnasieskolan Vipeholm – men byggnadsnämnden som då bestämde i namnärenden beslöt istället att namnet skulle vara Vipeholmsskolan. I juni 2006 beslöt utbildningsnämnden om namnbyte och sedan 1 juli 2006 är det officiella namnet på skolan Gymnasieskolan Vipan.
Skolan är etablerad i lokaler som byggdes under första världskriget på Wipelyckan, 2 km öster om Lunds centrum, och var tänkta att inhysa ett regemente, men som dock aldrig kom till användning som sådant. Under åren 1935–1982 användes byggnaderna och parken omkring dem till att inhysa Vipeholms sjukhus.
Idag (2023) består Vipan av 14 byggnader omfattande drygt 28 000 m2 med många olika program, främst yrkesprogram, för drygt 1200 elever och ca 235 anställda.

## Utbildningar
Vipan har cirka 1 200 elever (2023), fördelade på 10 olika program: Barn- och fritidsprogrammet (BF), Bygg- och anläggningsprogrammet (BA), El- och energiprogrammet (EE), Handel- och administrationsprogrammet (HA), Hotell- och turismprogrammet (HT), Individuellt alternativt program (IA), Introduktionsprogrammet (IM), Restaurang- och livsmedelsprogrammet (RL), VVS- och fastighetsprogrammet (VF), Vård- och omsorgsprogrammet (VO) samt Gymnasiesärskolan.

## Internationell profil
Gymnasieskolan Vipans elever, lärare och skolledare har deltagit i en mängd olika internationella projekt, för närvarande (2018) deltar skolan i fyra olika projekt inom Erasmus+ med länder från Spanien, Portugal, Frankrike, Österrike, Finland, Polen, Lettland Litauen, Turkiet, Tyskland, Italien och Bulgarien. 
Vipans elever deltar flitigt i olika nationella och internationella tävlingar med mycket goda resultat. Bland många övriga internationella aktiviteter märks skolans deltagande i ett FN-spel i FN:s högkvarter i New York, 2008, då 16 elever och 4 lärare deltog i ett veckolångt rollspel och mottogs av FN::s generalsekreterare Ban Ki-moon. Även en avancerad sommelierutbildning, som samtliga elever i serveringsgrenen fick genomgå under tre veckor 2012 i Österrike.

## APL – Arbetsplatsförlagt lärande
Samtliga elever gör sammanlagt 15 veckor praktik i företag inom respektive bransch, dessutom genomför uppemot 100 elever från Vipan delar av deras APL (Arbetsplatsförlagt lärande) i utlandet, tack vare ett Erasmus KA1-projekt. För närvarande görs praktiken i Frankrike, Spanien, Malta, Island och Norge.  

## Högskola och universitet
Vipan är samarbetspartner till lärarutbildningen inom Malmö Universitet vilket innebär att ett tjugotal lärarstudenter gör sin praktik där. Vipan samarbetar med Lunds universitet och Lunds tekniska högskola.Forskare från universitet och högskola medverkar i tematiska fortbildningsseminarier, som också vänder sig till intresserade elever och allmänhet.